# Liga Comunista (França)
A Liga Comunista foi um partido trotskista francês criado em 1930, que publicou o jornal A Verdade. Ela reuniu os membros da Oposição de Esquerda antes da proclamação da Quarta Internacional. Após os motins de extrema direita de 6 de fevereiro de 1934, juntou-se como uma tendência organizada dentro da SFIO, formando lá o "grupo Bolchevique-Leninista" (BL), excluído durante o Congresso de Mulhouse da SFIO (junho de 1935). Durante este período, a Liga Comunista continuou oficialmente a existir, embora tenha sido adormecida. Após a exclusão da SFIO, a maioria dos membros (Pierre Naville, etc) aderiu ao Partido Operário Internacionalista (POI), criado em 1936,  enquanto alguns aderiram, em torno de Raymond Molinier e Pierre Frank, ao Partido Comunista Internacionalista (PCI).

## Criação
Criada em abril de 1930 como tendência interna e secreta do PCF, a Liga Comunista se organiza em torno da revista A Verdade, fundada em outubro de 1929 e dirigida por Alfred Rosmer . Este último é encarregado pelo próprio Trotsky, que acaba de ser expulso da URSS, de unificar as duas tendências rivais do trotskismo francês, separadas principalmente por razões de pessoas , entre o grupo dos surrealistas de Pierre Naville e Gérard Rosenthal em de um lado, e de Raymond Molinier e Pierre Frank do outro.
Pierre Naville, Alfred Rosmer e Gérard Rosenthal rapidamente removeram Raymond Molinier e Pierre Franck da liderança da Liga Comunista, despertando a raiva de Trotsky que perguntou aos delegados estrangeiros que tinham vindo a Paris em meados de 1931 (incluindo Andrés Nin, Amadeo Bordiga, seu próprio filho Leon Sedov, assim como o americano Max Shachtman) para tentar arbitrar tendências rivais.
Alfred Rosmer renuncia da Liga Comunista em dezembro de 1930 e apoia o pequeno grupo dissidente "A Esquerda Comunista".
Vários militantes que evoluíram para a extrema-esquerda (Albert Treint, Marc Chirik, etc.) passam a participar da Liga dos Comunistas, mas uma divisão ocorre em 1933, que leva à criação da União Comunista, que evolui para comunismo de conselhos. .
A partir de 1932, a Liga Comunista começou a recrutar, aproveitando a linha “classe contra classe” seguida pelo PCF em um contexto de ascensão do fascismo . O próprio Trotsky consegue obter um visto para entrar na França após a eleição do Cartel de Esquerda.

## Entrismo no SFIO
Após os motins de 6 de fevereiro de 1934, Trotsky publicou o primeiro artigo sobre "entrismo", em A Verdade (10 de julho de 1934) sem, contudo, assiná-lo  . Em 3 de agosto de 1934, Raymond Molinier também assina um texto intitulado "Unidade orgânica? Sim!”, no qual prevê a fusão entre a SFIO e o PCF.
Ao mesmo tempo, Pierre Franck, Gérard Rosenthal e Yvan Craipeau representam a Liga Comunista durante a primeira reunião oficial com membros da SFIO, incluindo em particular Marceau Pivert  . Este último criou o TPPS ("Toujours Prêts Pour Servir" - sempre pronto a servir), o Serviço de Ordem do SFIO, liderado por Serge Tchakhotine e no qual entram vários trotskistas, incluindo Marcel Bleibtreu. Raymond Molinier juntou-se à liderança do TPPS, no qual muitos trotskistas foram recrutados.
Liderados por Raymond Molinier e Pierre Franck, uma pequena maioria segue as diretrizes de Trotsky, integrando o SFIO, formando o "grupo Bolchevique-Leninista" (BL)  . Uma minoria, em torno de Pierre Naville e Gérard Rosenthal, adere apenas individualmente à seção local do SFIO, continuando a publicar o jornal Luta de Classes  . A própria Liga Comunista, sem ser oficialmente dissolvida, foi reduzida a um secretariado encarregado de fazer a ligação com outras ligas comunistas no exterior, a fim de preparar a fundação da Quarta Internacional. Outros, como o futuro historiador do anarquismo Jean Maitron, até preferiram retornar ao PCF em 1935 ao invés de endossar essa tática .
Este Giro Francês é imitado em outros países, pelo Partido dos Trabalhadores dos Estados Unidos que se juntou ao Partido Socialista da América em 1936 e pela Liga Comunista Britânica, que cria o Grupo Marxista dentro do Partido Trabalhista Independente (ILP).
Mas no Congresso da SFIO de Mulhouse, em junho de 1935, os trotskistas são colocados em minoria, com Leon Blum declarando que ele, sem dúvida, prefere a “unidade orgânica” com o PCF àquela com este pequeno grupo  . Durante o verão, Fred Zeller, David Rousset, Yvan Craipeau e seus amigos de esquerda foram excluídos da Juventude Socialista (JS). Marceau Pivert, ele próprio superado em número por seu rival Jean Zyromski, que afirma que a prioridade não é mais a revolução, mas o antifascismo, criou a tendência da esquerda revolucionária.

## A cisão entre o PCI e o POI
No agosto de 1935 , após as greves insurrecionais em Toulon e Brest (5 mortos, 300 feridos ), Trotsky decide que é hora de abandonar o entrismo para "orientar-se na prática para o partido revolucionário o mais rápido possível"  . Trata-se, portanto, de criar um partido autônomo, já que o SFIO se afastou da Frente Unida para preferir a Frente Popular, inclusive o "rad-soc ".
Pierre Naville organiza a saída do "grupo Bolchevique-Leninista" do SFIO, e obtém em 29 de dezembro de 1935, a exclusão de Raymond Molinier e seus camaradas por "centrismo","trabalho fracionário" e "peculato financeiro"  . Ele fundiu os jornais A Verdade e Luta de classes no Luta Operária (Lutte Ouvrière - diferente do órgão da União Comunista de que Arlette Laguiller era a porta-voz mais conhecida)  e criou o Partido Operário Revolucionário (POR)  .
Raymond Molinier e Pierre Frank relutam em admitir esta nova linha e, com a intercessão de Marceau Pivert e Fred Zeller com Léon Blum, tentam obter o direito de ingressar no SFIO individualmente. No entanto, isso é recusado a eles , que então decidem criar os GAR ("Grupos de ação revolucionária») em cada distrito , também lançando o jornal A Comun a (La Commune)  . Yvan Craipeau, que mal experimenta os conflitos entre Pierre Naville e Raymond Molinier, criou a Juventude Socialista Revolucionária (JSR) com o jornal Revolution  . Fred Zeller recusando-se a negociar com Léon Blum, deixou a Juventude Socialista (JS), tornou-se brevemente secretário de Trotsky em Oslo, antes de se juntar à Juventude Socialista Revolucionária (JSR) com Jean Rous  . Além de alguns trotskistas (incluindo Lambert), a JSR reuniu jovens comunistas que haviam rompido com o PCF e alguns membros da extrema-esquerda  .
Após as greves de junho de 1936 que seguem a ascensão ao poder da Frente Popular, Trotsky tenta obter a unificação desses três pequenos grupos: o POR de Pierre Naville, o GAR de Raymond Molinier e Pierre Frank e o JSR de Yvan Craipeau . Finalmente, o POR e o GAR concordam em dissolver no Partido Internacionalista dos Trabalhadores (POI), os jornais rivais, "La Commune" e o "Lutte Ouvrière" fundindo-se em Lutte Ouvrière  . A JSR também participou da fusão, mantendo sua autonomia e seu jornal ("Revolução") . Mas em 14 de julho de 1936, Raymond Molinier é excluído do POI, e Pierre Frank o segue  . Em seguida, criaram o Partido Comunista Internacionalista (PCI), que defendia a criação dos Sovietes  . Alguns entristas milineristas permanecem dentro da Esquerda Revolucionária de Pivert  . Enquanto isso, o secretário-geral do PCF, Maurice Thorez, estigmatiza o Partido Operário Internacionalista (POI), o único que ainda recebe a aprovação de Trotsky, em seu famoso discurso: "Você tem que saber como acabar com uma greve", que critica os “agitadores e provocadores trotskistas”  .